# Dendrobates auratus
Il dendrobate dorato  (Dendrobates auratus (Girard, 1855)) è un anfibio appartenente alla famiglia Dendrobatidae, diffuso in America Centrale e Meridionale, e nelle Hawaii.

## Descrizione
Questa rana è piccola (da 2,5 a 6 cm di lunghezza) con una testa appuntita. I suoi colori sono il verde e il nero ma può anche avere dei riflessi dorati. La sua colorazione funge da deterrente per i predatori.

## Biologia
Questa rana vive nel terreno e il suo colore la mimetizza e indica la sua tossicità ai predatori. Durante il corteggiamento il Dendobrate dorato è molto insolito. È la femmina a prendere l'iniziativa: istiga il maschio colpendolo sulla schiena con le zampe posteriori. La femmina depone grappoli da 5 a 13 uova sul fogliame, ma di solito è il maschio che le protegge, talvolta occupandosi di più di un grappolo per volta. Quando le uova si schiudono il maschio porta i girini in pozzanghere d'acqua e le ripara dentro a fessure arboree.

## Distribuzione e habitat
Comune nello stato di Panama, in Nicaragua, in Costa Rica, ed in Colombia; introdotto nelle Hawaii.